# Skagit County
Skagit County ist ein County im Bundesstaat Washington, Vereinigte Staaten. Das U.S. Census Bureau hat bei der Volkszählung 2020 eine Einwohnerzahl von 129.523 ermittelt. Der Sitz der Countyverwaltung (County Seat) befindet sich in Mount Vernon.

## Geographie
Das County hat eine Fläche von 4974 Quadratkilometern, davon sind 4494 Quadratkilometer (89,65 Prozent) Land- und 480 Quadratkilometer (10,35 Prozent) Wasserfläche. Im Südosten des Countys liegt der 2.719 Meter hohe Dome Peak. Das County wird vom Office of Management and Budget zu statistischen Zwecken als Mount Vernon–Anacortes, WA Metropolitan Statistical Area geführt.

## Demografische Daten

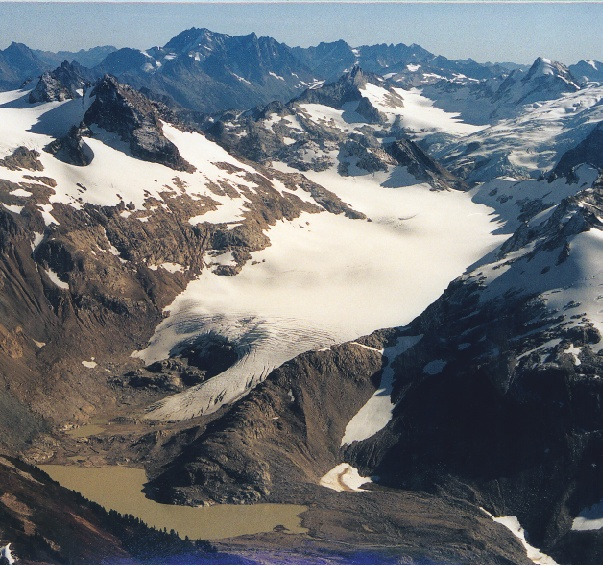
Der südliche Cascade Glacier

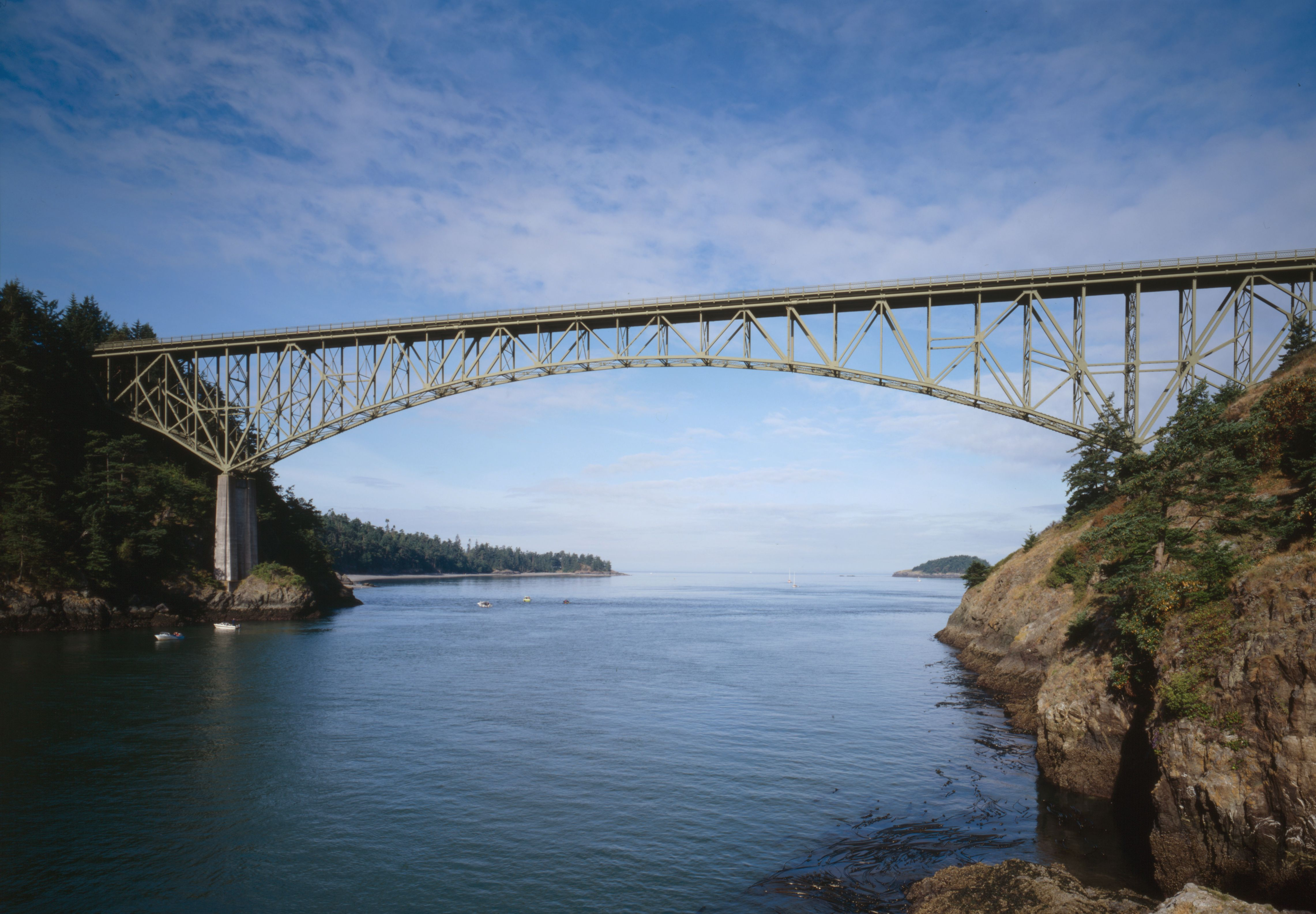
Die Deception Pass Bridge

Nach der Volkszählung im Jahr 2000 lebten im County 102.979 Menschen. Es gab 38.852 Haushalte und 27.351 Familien. Die Bevölkerungsdichte betrug 23 Einwohner pro Quadratkilometer. Ethnisch betrachtet setzte sich die Bevölkerung zusammen aus 86,49 % Weißen, 0,44 % Afroamerikanern, 1,85 % amerikanischen Ureinwohnern, 1,49 % Asiaten, 0,16 % Bewohnern aus dem pazifischen Inselraum und 7,17 % aus anderen ethnischen Gruppen; 2,40 % stammten von zwei oder mehr ethnischen Gruppen ab. 11,20 % der Bevölkerung waren spanischer oder lateinamerikanischer Abstammung.
Von den 38.852 Haushalten hatten 32,80 % Kinder und Jugendliche unter 18 Jahre, die bei ihnen lebten. 56,60 % waren verheiratete, zusammenlebende Paare, 9,70 % waren allein erziehende Mütter. 29,60 % waren keine Familien. 23,30 % waren Singlehaushalte und in 10,00 % lebten Menschen im Alter von 65 Jahren oder darüber. Die Durchschnittshaushaltsgröße betrug 2,60 und die durchschnittliche Familiengröße lag bei 3,06 Personen.
Auf das gesamte County bezogen setzte sich die Bevölkerung zusammen aus 26,30 % Einwohnern unter 18 Jahren, 8,60 % zwischen 18 und 24 Jahren, 26,90 % zwischen 25 und 44 Jahren, 23,60 % zwischen 45 und 64 Jahren und 14,60 % waren 65 Jahre alt oder darüber. Das Durchschnittsalter betrug 37 Jahre. Auf 100 weibliche Personen kamen 98,00 männliche Personen, auf 100 Frauen im Alter ab 18 Jahren kamen statistisch 95,70 Männer.

Das jährliche Durchschnittseinkommen eines Haushalts betrug 42.381 USD, das Durchschnittseinkommen der Familien betrug 48.347 USD. Männer hatten ein Durchschnittseinkommen von 37.207 USD, Frauen 26.123 USD. Das Prokopfeinkommen betrug 21.256 USD. 11,10 % der Bevölkerung und 7,90 % der Familien lebten unterhalb der Armutsgrenze. 13,50 % davon waren unter 18 Jahre und 6,80 % waren 65 Jahre oder älter.

## Gemeinden
Städte (City)
- Anacortes
- Burlington
- Mount Vernon (County seat)
- Sedro-Woolley

Kleinstädte (Town)
- Concrete
- Hamilton
- La Conner
- Lyman

## Schutzgebiete
Im Skagit County liegen ein Teil des North-Cascades-Nationalparks, des Mount Baker-Snoqualmie National Forest und der komplette Rockport State Park.